# Trại tập trung Ravensbrück
Ravensbrück (phát âm [ʁaːvənsˈbʁʏk]) là một trại tập trung nữ trong Thế chiến II, nằm ở miền bắc nước Đức, cách Berlin khoảng 90 km (56 mi) về phía bắc, tại một địa điểm gần làng Fürstenberg. Nơi đây được Xây dựng vào tháng 11 năm 1938 theo lệnh của lãnh đạo SS Heinrich Himmler và điều bất thường ở chỗ trại đã được người ta dự định xây để chỉ giam giữ tù nhân nữ. Trại giam được mở cửa tháng 5 năm 1939 và đã trải qua quá trình mở rộng chủ yếu sau cuộc xâm lược Ba Lan. Giữa năm 1939 và 1945, khoảng từ 130.000 đến 132.000 nữ tù nhân đã bị giam giữ tại hệ thống trại Ravensbruck; khoảng 40.000 là người Ba Lan và 26.000 người Do Thái đến từ tất cả các nước trong đó có Đức, có 18.800 người Nga; 8000 người Pháp, 1000 người Hà Lan theo Bách khoa toàn thư Britannica, khoảng 50.000 trong số họ chết vì bệnh, nạn đói, làm việc quá sức và tuyệt vọng. 2.200 đã thiệt mạng trong các phòng hơi ngạt. Chỉ có 15.000 người trong tổng số tù nhân sống sót cho đến khi được giải thoát. Theo Britannica, vào ngày 29-30 tháng 4 năm 1945, khoảng 3.500 tù nhân nữ vẫn còn sống trong các trại chính.
Mặc dù các tù nhân đến từ mọi quốc gia châu Âu bị Đức chiếm đóng, nhóm dân tộc lớn nhất bị giam giữ trong trại là phụ nữ Ba Lan. Vào mùa xuân năm 1941, cơ quan SS thành lập trại một trại giam đàn ông nhỏ  tiếp giáp với các trại chính. Các tù nhân xây dựng và quản lý các phòng hơi ngạt cho phụ nữ, kể từ năm 1944.
Các chỉ huy trại bao gồm SS-Günther Standartenführer Tamaschke từ tháng 5 năm 1939 đến tháng 8 năm 1939, SS-Hauptsturmführer Max Koegel từ tháng 1 năm 1940 đến tháng 8 năm 1942, và SS-Hauptsturmführer Fritz Suhren từ tháng 8 năm 1942 cho đến khi trại được giải phóng cuối tháng 4 năm 1945. Nhiều người trong số các tù nhân nô lệ lao động làm việc trong các công ty kỹ thuật điện Đức Siemens & Halske..

## Tù nhân
Ravensbruck giam giữ những tù nhân đầu tiên từ tháng 5 năm 1939, khi SS chuyển 900 phụ nữ từ trại tập trung của phụ nữ Lichtenburg ở Saxony. Tám tháng sau khi bắt đầu chiến tranh thế giới II sức chứa tối đa của trại đã bị vượt qua. Vào mùa hè năm 1941 (với khởi đầu của chiến dịch Barbarossa) tổng số nữ tù nhân ước tính là 5.000 người, khẩu phần ăn giảm dần. Vào cuối năm 1942, số lượng tù nhân trong Ravensbruck đã tăng lên khoảng 10.000 người.
Trong trại có cả trẻ em. Lúc đầu, các em đến với mẹ Gypsies hay người Do Thái bị giam giữ trong trại hoặc được các nữ tù nhân sinh ra. Có một vài trẻ em người Séc từ Lidice vào tháng 7 năm 1942. Sau đó, trẻ em trong trại đại diện hầu hết các quốc gia châu Âu bị chiếm đóng bởi quân Đức. Giữa tháng 4 và tháng 10 năm 1944 số lượng trẻ em tăng lên đáng kể, bao gồm hai nhóm. Một nhóm gồm trẻ em Romani với mẹ hoặc chị của chúng bị mang vào trại này sau khi trại Romani ở Auschwitz-Birkenau giam giữ họ đóng cửa. Nhóm khác bao gồm chủ yếu là trẻ em đã được đưa với những người mẹ Ba Lan được chuyển đến Ravensbruck sau sự sụp đổ của cuộc nổi dậy Warsaw năm 1944. Với một vài ngoại lệ tất cả các trẻ em chết vì đói. Ravensbruck có 70 phân trại sử dụng cho lao động nô lệ trải dài trên một khu vực từ biển Baltic đến Bavaria.